# Negocis de família
Negocis de família fou una telenovel·la valenciana emesa en Canal 9 entre 2005 i 2007. Fou co-produïda per Estudios Valencia Televisión (EVT) i Zebra Producciones.

## Sinopsi
Negocis de família tracta d'una història d'embolics familiars desencadenats arran de la desaparició d'un personatge que deixa una herència important: un hotel rural situat en una extensa finca de Dénia.
Hèctor Noguera rep la notícia que son tio Lluís ha desaparegut en un accident d'avió a Colòmbia i que li correspon a ell heretar, quan el declaren legalment mort, totes les seues propietats. A ell... i a la seua ex-dona Maria Josep, ja que els dos són, alhora, cosins, i tenen el mateix dret. Entre estes propietats hi ha moltes terres a Dénia, amb grans possibilitats de desenvolupament urbanístic, i un xicotet hotel rural.
En les últimes voluntats escrites a mà i dipositades davant un notari, Lluís imposa a la parella l'obligació de mantindre obert, i en funcionament, l'hotel com a mínim un any. Quan passe este temps, podran vendre'l si volen, juntament amb les terres.
Però fins que arribe eixe moment, els dos hauran de viure a l'hotel i encarregar-se conjuntament de la direcció. Si no es complira la condició imposada en el testament, els béns passarien a altres mans.

## Personatges i actors
- Hèctor Noguera (Oriol Tarrasón)
- Maria Josep Millet (Sílvia Rico)
- Jordi Olivares (Pep Sellés)
- Carlota (Alícia Ramírez)
- Clara (Gretel Stuyck)
- Honorat Rius (Berna Llobell)
- Marcela (Remedios Cervantes)
- Esther Noguera (Olga Alamán)
- Miquel (Nelo Gómez)
- Aurora (Carmen Benlloch)
- Laura (María Almudéver)
- Isabel (Mireia Pérez)
- Elena (Iolanda Muñoz)
- Fabián (Luis Gustavo Móttola)